# Jaak Henckens
Jaak Peter Joannes Henckens (Sint-Truiden, 22 juli 1933 - Tienen, 7 september 1981) was een Belgisch volksvertegenwoordiger.

## Levensloop
Zoon van Theo Henckens en Catharina Verstraeten, trouwde hij in 1959 in Brugge met Françoise Ysenbrandt.
Hij promoveerde in 1955 tot doctor in de rechten aan de Katholieke Universiteit Leuven. Hij was ook kandidaat in de politieke en sociale wetenschappen.
Tot 1951 was hij bondsleider en gewestleider bij de KSA. Hij stapte over naar de scouts en was van 1951 tot 1956 jong-verkennersleider bij de VVKS. Hij was ook lid van de Nationale Jeugdraad en werd voorzitter van de Nederlandse afdeling.
Van 1956 tot 1958 was hij attaché bij het Centrum voor Sociale Studies van de Katholieke Universiteit Leuven en in 1959-1960 bestuurssecretaris in de Dienst Betwiste Zaken van de Nationale Bond van Bedienden. Van 1960 tot 1965 maakte hij deel uit van de studiediensten van het ACW.
Hij trad toe tot de CVP-Jongeren en was van 1952 tot 1965 arrondissementeel voorzitter voor Leuven en nationaal ondervoorzitter van de CVP-Jongeren. Na 1965 was hij voorzitter van de CVP stad Tienen en van de CVP arrondissement Tienen.
In 1964 werd hij verkozen tot gemeenteraadslid van Tienen en in 1971 werd hij er schepen, wat hij bleef tot aan zijn dood in 1981.
Ook zetelde Henckens van 1965 tot aan zijn dood in 1981 voor het arrondissement Leuven in de Kamer van volksvertegenwoordigers. Van mei 1979 tot aan zijn dood was hij ook lid van het eerste rechtstreeks verkozen Europees Parlement, wat toen nog verenigbaar was met een nationaal mandaat. In de periode december 1971-oktober 1980 zetelde hij als gevolg van het toen bestaande dubbelmandaat ook in de Cultuurraad voor de Nederlandse Cultuurgemeenschap, die op 7 december 1971 werd geïnstalleerd. Van februari 1975 tot januari 1980 zat hij er de CVP-fractie voor. Vanaf 21 oktober 1980 tot aan zijn overlijden op 7 september 1981 was hij tevens korte tijd lid van de Vlaamse Raad, de opvolger van de Cultuurraad en de voorloper van het huidige Vlaams Parlement.